# Kovács István Sándor
Kovács István Sándor (Kolozsvár, 1947. december 15. – Kolozsvár, 2007. április 24.) unitárius lelkész, teológiai tanár.

## Életútja
Édesapja Kovács Sándor, édesanyja Kovács Ilona. Kolozsváron járt iskolába. Az Egyetemi Fokú Protestáns Teológiai Intézet unitárius karán 1971-ben végzett. Lelkészi szolgálatainak állomásai: Iszló, Bözöd és Bözödújfalú (1972-1979), Homoródújfalú (1979-1991).
1984-ben sikeresen felvételizett a Protestáns Teológiai Intézet doktori tanfolyamára, szakterülete a gyakorlati teológia, s ezen belül a homiletika volt. Az 1994/95. tanulmányi évben a chicagói Meadville/Lombard unitárius teológiai főiskolán folytatott tanulmányokat. 1991 őszétől a Protestáns Teológiai Intézet unitárius gyakorlati tanszékének a tanára.  Tanárként önálló egyetemi jegyzeteket írt a pojmenika, a homiletika, a katekétika, a liturgika köréből, de fő érdeklődési területe mindvégig a szónoklattan maradt. Doktori dolgozatát nem sikerült megírnia.
2007. április 24-én, hosszas betegség után visszaadta lelkét Teremtőjének. Temetése 2007. április 27-én volt a kolozsvári Házsongárdi temetőben. 

## Munkássága
Kovács István Sándor homiletikai munkásságának bizonyságai a Keresztény Magvetőben közölt 60 beszéde és a fennmaradt – rendezésre váró – kéziratos anyagok. Eszményképei Balázs Ferenc, Gellérd Imre, Ravasz László, Charles H. Spurgeon voltak.
Különös gondot fordított az anyanyelv művelésére, tanítványaitól is szigorúan megkövetelte ezt. A „Szólj egy szót…” című beszédében külön foglalkozik ezzel az mindig időszerű témával, éles hangnemmel kel az anyanyelv védelmére: „Édes anyanyelvünk szóhasználatában is megnyilvánul a divat hatása … A szavak divatjának jelenségével talán csak az íróknak és a hivatásos nyelvészeknek kellene foglalkozniuk, ha a divat jelenségei mögött nem lenne, nem húzódna meg mindig egy nagyon is figyelemreméltó magatartás és gondolkodásmód. Mert szavaink sok mindent elárulnak rólunk. Többet, mint gondolnánk. Tükrözik a mögöttük meghúzódó embert, annak érzés- és gondolatvilágát” (Keresztény Magvető 86. (1980) 69.)  
2022-ben az Unitárius Lelkészek Országos Szövetsége (ULOSZ) kiadta Kovács István Sándor munkásságának egy kis részét Kötetbe szerkesztett írások címen (Magyar Unitárius Egyház, Kolozsvár, 2022).
Életének mottója ez volt: „A hivatásomat éltem, nem az életemet. Itt voltam.”

## Forrás
- Dr. Rezi Elek: Az igehirdetés szerelmese - Kovács István Sándor (1947-2007) lelkész, teológiai tanár emlékére. (Hozzáférés: 2024. május 1.)
- Józsa István Lajos (2007). „Egy találkozás, amely örökre megmarad”. Unitárius Közlöny 5 (11.(77.)), 5-6. o.
- Rezi Elek (2007). „In memoriam Kovács István Sándor”. Református Szemle 2, 461-463. o.
- Dr. Rezi Elek (2007). „A hivatásomat éltem, nem az életemet. Itt voltam.”. Keresztény Magvető 2 (113), 181-187. o. Irodalmi munkásságának felsorolásával és fényképpel
- Kovács Sándor (2009). „A magyar unitárius peregrinátió academica vázlatos története 1848 után”. Keresztény Magvető 4 (115), 561-587. o.
- (2007) „Búcsúzás Kovács István Sándortól”. Unitárius Élet 3 (61), 9-12. o.